# La Peine du talion (film, 1916)
La Peine du talion est un film muet français réalisé par Louis Feuillade et sorti en 1916.

## Fiche technique
- Réalisation : Louis Feuillade
- Société de production : Société des Établissements L. Gaumont
- Format : Muet - Noir et blanc - 1,33:1 - 35 mm
- Métrage : 972 m
- Genre : Moyen métrage
- Pays de production : France
- Date de sortie : 
  - France : décembre 1916

## Distribution
- Marcel Lévesque : Narcisse
- Yvette Andréyor : Mme Ferblantier
- Musidora : Rosa Larose
- Georges Flateau : Ferblantier